# Затаевич, Александр Викторович
Алекса́ндр Ви́кторович Затае́вич (8 (20) марта 1869, Болхов, Орловская губерния, Российская империя — 6 декабря 1936, Москва, СССР) — русский и советский музыкант-этнограф, композитор, народный артист КазССР (1923).

## Биография
Александр Затаевич окончил в 1886 году Орловский кадетский корпус, после чего был направлен в город Полоцк, где он всё своё свободное время использовал для изучения и сохранения музыки. В 1896 году он познакомился с композитором С. В. Рахманиновым, который проявил интерес к пьесам Затаевича и способствовал их изданию. Также Рахманинов посвятил Затаевичу фортепианный цикл Шесть музыкальных моментов.
В 1904—1915 годах Затаевич служил в Варшаве, где также занимался активной музыкально-общественной деятельностью. Являлся музыкальным критиком газеты «Варшавский дневник», где опубликовал более тысячи статей и рецензий о творчестве польских, русских и западно-европейских композиторов и исполнителей, а также записывал образцы польского фольклора. Член совета Варшавской консерватории.
С 1920 года проживал в Оренбурге, где в основном его творческая деятельность выражалась в сборе, записи и систематизации казахской народной музыки. Он записал более 2300 произведений музыкального фольклора. Опубликованные Затаевичем сборники «1000 песен казахского народа» и «500 казахских кюев и песен» (1931) представляют антологию казахского музыкального фольклора с древних времён до 1930-х годов. В его трудах в Казахстане впервые появились характеристики творчества таких видных народных композиторов, как Абай Кунанбаев, Курмангазы Сагырбаев, Биржан Кожагулов, Жаяу Муса Байжанов, Даулеткерей, Балуан Шолак, Мухит, Ибрай, а также видных народных исполнителей Амре Кашаубаева, Габбаса Айтпаева, Кали Байжанова и др.. Третий заключительный том музыкальной энциклопедии, в которую должны были войти записи, сделанные в юго-восточных и южных районах Казахстана, остался неопубликованным и хранится в рукописном виде в Центральной научной библиотеке.
Затаевич является одним из основателей казахской профессиональной фортепианной музыки. Является автором сборника «Казахские песни в форме миниатюр для фортепиано» (1925—1928), «Песни казахстанских татар» (1932), «Песни Казахстана» (1932), «60 песен казахстанских татар» (1933), «250 киргизских инструментальных пьес и напевов» (1934), «Песни разных народов» (издана в 1971), «Киргизские инструментальные пьесы и напевы» (издана в 1971).
Похороны на Новодевичьем кладбище (участок №2, ряд 23, место 15) состоялись 10 декабря 1936 года.

## Киновоплощения
- 2013 — Куляш — Алексей Елхимов
- 2022 — социальная реклама телеканала «Хабар» к 30-летию независимости Казахстана — Михаил Токарев
- 2022 — Ахмет. Учитель нации — Игорь Личадеев

## Память
- 15 февраля 2019 года Советская улица в Усть-Каменогорске была переименована в честь композитора[6].
- Одна из улиц Алматы, Астаны, Атбасара, Семея и Караганды (в феврале 2021) также названы именем Затаевича.
- В Оренбурге на здании главного корпуса бывшего Оренбургского Николаевского женского института, где жил и работал А. В. Затаевич, ему установлена памятная доска.[7]